# Гуменки
Гуме́нки (рос. Гуменки) — присілок в Балезінському районі Удмуртії, Росія.

## Населення
Населення — 7 осіб (2010; 12 в 2002).
Національний склад станом на 2002 рік:
- росіяни — 92 %